# Martina Ertl-Renz
Martina Ertl-Renz (ur. 12 września 1973 w Bad Tölz) – niemiecka narciarka alpejska, trzykrotna medalistka olimpijska, czterokrotna medalistka mistrzostw świata oraz dwukrotna zdobywczyni Małej Kryształowej Kuli Pucharu Świata.

## Kariera
Pierwszy sukces w karierze Martina Ertl osiągnęła 1991 roku, kiedy podczas mistrzostw świata juniorów w Geilo zdobyła dwa medale. Najpierw zajęła drugie miejsce w gigancie, a dwa dni później była trzecia w kombinacji. W zawodach Pucharu Świata zadebiutowała w sezonie 1991/1992, a pierwsze punkty wywalczyła 8 grudnia 1991 roku w Santa Caterina, zajmując dziesiąte miejsce w gigancie. W kolejnych startach punktowała jeszcze trzykrotnie, jednak nie poprawiła wyniku z Santa Caterina. W klasyfikacji generalnej zajęła ostatecznie 65. miejsce. W lutym 1992 roku wzięła udział w slalomie podczas igrzysk olimpijskich w Albertville, kończąc rywalizację na piętnastej pozycji.
Na podium zawodów pucharowych po raz pierwszy stanęła 15 marca 1993 roku w Hafjell, gdzie była druga w gigancie. W zawodach tych wyprzedziła ją tylko Christina Meier-Höck, a trzecie miejsce zajęła kolejna Niemka, Katja Seizinger. Poza tym Ertl wielokrotnie plasowała się w czołowej dziesiątce, jednak na podium już nie stanęła. Sezon 1992/1993 ukończyła na siódmym miejscu w klasyfikacji generalnej oraz trzecim w klasyfikacji giganta, w której uległa tylko Francuzce Carole Merle i Austriaczce Anicie Wachter. W tym samym roku wystartowała także na mistrzostwach świata w Morioce, zdobywając brązowy medal w gigancie. Podobnie jak w Pucharze Świata lepsze były tylko Merle i Wachter.
Pierwsze zwycięstwo w zawodach PŚ odniosła 19 marca 1994 roku w Vail, gdzie była najlepsza w gigancie. Poza tym jeszcze trzykrotnie stawała na podium i sezon 1993/1994 zakończyła na piątej pozycji. Piąta była także w klasyfikacji giganta, w klasyfikacji slalomu zajęła czwarte miejsce. Podczas igrzysk olimpijskich w Lillehammer w lutym 1994 roku zdobyła srebrny medal w gigancie. Po pierwszym przejeździe zajmowała piąte miejsce, tracąc do prowadzącej Włoszki Debory Compagnoni 0,97 sekundy. W drugim przejeździe uzyskała drugi wynik, co dało jej drugi łączny czas, o 1,12 sekundy za Compagnoni i 0,78 sekundy przed Vreni Schneider ze Szwajcarii. Na tych samych igrzyskach była też między innymi czwarta w biegu zjazdowym, przegrywając walkę o podium z Włoszką Isolde Kostner o 0,25 sekundy. Kolejne dwa zwycięstwa odniosła w sezonie 1994/1995: 15 stycznia w Garmisch-Partenkirchen wygrała slalom, a 25 lutego w Mariborze była najlepsza w gigancie. Oprócz tego na podium stanęła czterokrotnie, co dało jej czwarte miejsce w klasyfikacji generalnej. Czwarta była też w gigancie, a w klasyfikacjach kombinacji i slalomu zajmowała trzecie miejsce.
Sezon 1995/1996 był jednym z najbardziej udanych w jej karierze. Niemka siedmiokrotnie stawała na podium, odnosząc przy tym cztery zwycięstwa: 16 listopada w Vail była najlepsza w supergigancie, a 8 grudnia w Val d’Isère, 21 grudnia w Veysonnaz oraz 5 stycznia w Mariborze wygrywała w gigantach. W klasyfikacji giganta wywalczyła pierwszą w karierze Małą Kryształową Kulę, w supergigancie była trzecia, a w klasyfikacji generalnej zajęła drugie miejsce, ulegając tylko Katji Seizinger. Na mistrzostwach świata w Sierra Nevada w lutym 1996 roku zdobyła kolejny brązowy medal w swej koronnej konkurencji. Tym razem wyprzedziły ją Deborah Compagnoni oraz Szwajcarka Karin Roten. Była tam także ósma w kombinacji i supergigancie, a rywalizacji w slalomie nie ukończyła. Z rozgrywanych rok później mistrzostw świata w Sestriere wróciła bez medalu. Najlepszy wynik osiągnęła tam w gigancie, który ukończyła na dwunastej pozycji. W zawodach pucharowych na podium stanęła tylko raz: 13 marca 1997 roku w Vail była w supergigancie. W klasyfikacji generalnej była dziewiąta, w supergigancie piąta, a w klasyfikacji giganta zajęła siódme miejsce.
Najlepsze wyniki osiągnęła w sezonie 1997/1998. Ertl zgromadziła 1508 punktów, dwanaście razy stanęła na podium i odniosła pięć zwycięstw. Trzy razy triumfowała w gigancie: 10 stycznia w Bormio, 25 stycznia w Cortina d’Ampezzo i 28 stycznia w Åre, 18 stycznia w Altenmarkt im Pongau wygrała supergiganta, a 1 marca 1998 roku w Saalbach-Hinterglemm triumfowała w slalomie. W klasyfikacji generalnej ponownie była druga za Seizinger, jednak w klasyfikacji giganta zdobyła Małą Kryształową Kulę, a w klasyfikacji kombinacji była druga za kolejną rodaczką, Hilde Gerg. We wszystkich swoich startach podczas igrzysk olimpijskich w Nagano plasowała się w czołowej dziesiątce. Starty rozpoczęła od zajęcia siódmego miejsca w supergigancie, jednak sześć dni później zdobyła srebrny medal w kombinacji. Niemka uzyskała czwarty czas zjazdu do kombinacji oraz najlepszy slalomu, co dało jej drugi łączny czas, o 0,18 sekundy za Seizinger i 0,58 sekundy przed Gerg. Był to czwarty przypadek w historii igrzysk olimpijskich, kiedy całe podium w narciarstwie alpejskim zajęli reprezentanci jednego kraju (Austriacy w gigancie na ZIO 1956, Austriaczki w zjeździe na ZIO 1964 i Norwegowie w kombinacji na ZIO 1994). Następnie Ertl zajęła czwarte miejsce w slalomie, przegrywając walkę o podium z Australijką Zali Steggall o 0,24 sekundy. W rozgrywanym następnego dnia gigancie także była czwarta, tym razem walkę o brązowy medal przegrała z Seizinger o 0,11 sekundy.
W sezonie 1998/1999 nie odniosła żadnego zwycięstwa na arenie międzynarodowej. Na podium zawodów pucharowych stawała siedmiokrotnie, sześć razy na drugim i raz na trzecim miejscu. W klasyfikacji supergiganta była trzecia za Austriaczkami: Alexandrą Meissnitzer i Michaelą Dorfmeister; w klasyfikacji kombinacji była szósta, a w klasyfikacji generalnej zajęła czwarte miejsce. Poza podium plasowała się także na mistrzostwach świata w Vail/Beaver Creek w lutym 1999 roku. Najlepsze wyniki uzyskała w gigancie i supergigancie, które ukończyła na piątym miejscu. Bez zwycięstw zakończyła także sezon 1999/2000. W Pucharze Świata na podium stanęła trzy razy, najlepszy wynik osiągając 16 marca 2000 roku w Bormio, gdzie była druga w supergigancie. W klasyfikacji generalnej była dziewiąta, w zjeździe ósma, a w klasyfikacji supergiganta jedenasta.
Największy indywidualny sukces odniosła na mistrzostwach świata w St. Anton, gdzie zdobyła złoty medal w kombinacji. Po zjeździe do kombinacji była czternasta, jednak w slalomie uzyskała najlepszy czas i ostatecznie zwyciężyła, wyprzedzając Austriaczkę Christine Sponring i Włoszkę Karen Putzer. Wystartowała także w gigancie i slalomie, jednak obu konkurencji nie ukończyła. Pięciokrotnie stawała na podium zawodów Pucharu Świata, przy czym odniosła jedno zwycięstwo: 28 października 2000 roku w Sölden wygrała giganta. W klasyfikacji generalnej sezonu 2000/2001 zajęła siódme miejsce, w gigancie szóste, a w klasyfikacji slalomu była trzecia za Janicą Kostelić z Chorwacji i Szwajcarką Sonją Nef.
Najważniejszym punktem sezonu 2001/2002 były igrzyska olimpijskie w Salt Lake City. Wystartowała tam w czterech konkurencjach, najlepszy wynik osiągając w kombinacji, którą ukończyła na trzeciej pozycji. Po slalomie do kombinacji Niemka była druga, tracąc do prowadzącej Kostelić 0,50 sekundy. W zjeździe do kombinacji uzyskała siódmy wynik, co dało jej jednak trzeci łączny czas i miejsce na podium. Ostatecznie o straciła 1,88 sekundy do Kostelić oraz 0,39 sekundy do Renate Götschl. Parę dni później była między innymi piąta w slalomie, tracąc do brązowej medalistki Anji Pärson ze Szwecji 0,73 sekundy. W zawodach pucharowych ani razu nie stanęła na podium, a w czołowej dziesiątce znalazła się cztery razy. W klasyfikacji generalnej dało jej to 31. miejsce.
Mistrzostwa świata w Sankt Moritz w 2003 roku nie przyniosły jej medalu. Była tam szósta w kombinacji, dziesiąta w gigancie i jedenasta w supergigancie, a rywalizacji w slalomie nie ukończyła. Na podium zawodów Pucharu Świata stanęła cztery razy, jednak ani razu nie wygrała. W klasyfikacji generalnej była piąta, a w kombinacji druga, plasując się tylko za Janicą Kostelić. Podobne wyniki osiągnęła w sezonie 2003/2004, który ukończyła na siódmej pozycji. Ponownie czterokrotnie stawała na podium, odnosząc przy tym swoje ostatnie pucharowe zwycięstwo: 25 października 2003 roku w gigancie w Sölden.
Startowała jeszcze przez dwa kolejne sezony, jednak osiągała słabsze wyniki. Łącznie trzy razy stawała na podium, w tym po raz ostatni w karierze: 16 marca 2006 roku w Åre, gdzie była trzecia w supergigancie. W 2005 roku wystartowała na mistrzostwach świata w Bormio, gdzie odniosła swój ostatni sukces. Wspólnie z Hilde Gerg, Florianem Eckertem, swoim bratem Andreasem, Felixem Neureutherem i Moniką Bergmann zdobyła tam złoty medal w zawodach drużynowych. W startach indywidualnych najlepiej wypadła w gigancie, który ukończyła na czwartym miejscu. Walkę o podium przegrała o 0,04 sekundy z Julią Mancuso z USA. Brała także udział w rozgrywanych rok później igrzyskach olimpijskich w Turynie, gdzie jej najlepszym wynikiem była siódma pozycja w kombinacji. W 2006 roku zakończyła karierę.
Wielokrotnie zdobywała medale mistrzostw kraju, w tym trzynaście złotych: w supergigancie w 2003 roku, slalomie w latach 1991, 1994, 1995, 1998 i 2002 oraz gigancie w latach 1993, 1996, 1997, 2000, 2003, 2004 i 2005.
W 2005 roku wyszła za mąż za triathlonistę Svena Renza, z którym ma dwójkę dzieci. Wraz z mężem prowadzi sklep z odzieżą sportową w Monachium. Regularnie pracuje także jako komentatorka zawodów narciarskich dla niemieckiej telewizji.

## Osiągnięcia

### Igrzyska olimpijskie
| Miejsce | Dzień     | Rok  | Miejscowość    | Konkurencja | Czas biegu | Strata | Zwyciężczyni         |
| ------- | --------- | ---- | -------------- | ----------- | ---------- | ------ | -------------------- |
| 15.     | 20 lutego | 1992 | Albertville    | Slalom      | 1:32,68    | +3,53  | Petra Kronberger     |
| 4.      | 19 lutego | 1994 | Lillehammer    | Zjazd       | 1:35,93    | +1,17  | Katja Seizinger      |
| 5.      | 21 lutego | 1994 | Lillehammer    | Kombinacja  | 3:05,16    | +3,62  | Pernilla Wiberg      |
| 2.      | 24 lutego | 1994 | Lillehammer    | Gigant      | 2:30,97    | +1,22  | Deborah Compagnoni   |
| 14.     | 26 lutego | 1994 | Lillehammer    | Slalom      | 1:56,01    | +3,64  | Vreni Schneider      |
| 7.      | 11 lutego | 1998 | Nagano         | Supergigant | 1:18,02    | +0,44  | Picabo Street        |
| 2.      | 17 lutego | 1998 | Nagano         | Kombinacja  | 2:40,74    | +0,18  | Katja Seizinger      |
| 4.      | 19 lutego | 1998 | Nagano         | Slalom      | 1:32,40    | +0,51  | Hilde Gerg           |
| 4.      | 20 lutego | 1998 | Nagano         | Gigant      | 2:50,59    | +2,13  | Deborah Compagnoni   |
| 3.      | 14 lutego | 2002 | Salt Lake City | Kombinacja  | 2:43,28    | +1,88  | Janica Kostelić      |
| 11.     | 17 lutego | 2002 | Salt Lake City | Supergigant | 1:13,59    | +1,25  | Daniela Ceccarelli   |
| 5.      | 20 lutego | 2002 | Salt Lake City | Slalom      | 1:46,10    | +1,72  | Janica Kostelić      |
| DNF1    | 22 lutego | 2002 | Salt Lake City | Gigant      | 2:30,01    | -      | Janica Kostelić      |
| 7.      | 18 lutego | 2006 | Turyn          | Kombinacja  | 2:51,08    | +3,20  | Janica Kostelić      |
| 16.     | 20 lutego | 2006 | Turyn          | Supergigant | 1:32,47    | +1,56  | Michaela Dorfmeister |
| DNF1    | 22 lutego | 2006 | Turyn          | Slalom      | 1:29,04    | -      | Anja Pärson          |
| 15.     | 24 lutego | 2006 | Turyn          | Gigant      | 2:09,19    | +3,35  | Anja Pärson          |

### Mistrzostwa świata
| Miejsce | Dzień       | Rok  | Miejscowość   | Konkurencja | Czas biegu | Strata      | Zwyciężczyni          |
| ------- | ----------- | ---- | ------------- | ----------- | ---------- | ----------- | --------------------- |
| 22.     | 5 lutego    | 1993 | Morioka       | Kombinacja  | 3,39 pkt   | +141,01 pkt | Miriam Vogt           |
| 17.     | 9 lutego    | 1993 | Morioka       | Slalom      | 1:27,66    | +3,31       | Karin Buder           |
| 3.      | 10 lutego   | 1993 | Morioka       | Gigant      | 2:17,59    | +1,11       | Carole Merle          |
| 12.     | 14 lutego   | 1993 | Morioka       | Supergigant | 1:33,52    | +1,40       | Katja Seizinger       |
| 8.      | 12 lutego   | 1996 | Sierra Nevada | Supergigant | 1:21,00    | +1,37       | Isolde Kostner        |
| 8.      | 19 lutego   | 1996 | Sierra Nevada | Kombinacja  | 3:19,68    | +5,38       | Pernilla Wiberg       |
| 3.      | 22 lutego   | 1996 | Sierra Nevada | Gigant      | 2:10,74    | +0,70       | Deborah Compagnoni    |
| DNF1    | 24 lutego   | 1996 | Sierra Nevada | Slalom      | 1:31,46    | -           | Pernilla Wiberg       |
| 12.     | 9 lutego    | 1997 | Sestriere     | Gigant      | 2:39,19    | +2,98       | Deborah Compagnoni    |
| 16.     | 11 lutego   | 1997 | Sestriere     | Supergigant | 1:23,50    | +1,97       | Isolde Kostner        |
| 5.      | 3 lutego    | 1999 | Vail          | Supergigant | 1:20,53    | +0,45       | Alexandra Meissnitzer |
| 10.     | 7 lutego    | 1999 | Vail          | Zjazd       | 1:48,20    | +1,33       | Renate Götschl        |
| DNF     | 8 lutego    | 1999 | Vail          | Kombinacja  | 3:08,52    | -           | Pernilla Wiberg       |
| 5       | 11 lutego   | 1999 | Vail          | Gigant      | 2:08,54    | +0,92       | Alexandra Meissnitzer |
| DNF1    | 13 lutego   | 1999 | Vail          | Slalom      | 1:33,97    | -           | Zali Steggall         |
| 1.      | 2 lutego    | 2001 | St. Anton     | Kombinacja  | 2:55,65    | -           | -                     |
| DNF2    | 7 lutego    | 2001 | St. Anton     | Slalom      | 1:32,95    | -           | Anja Pärson           |
| DNF1    | 9 lutego    | 2001 | St. Anton     | Gigant      | 2:19,01    | -           | Sonja Nef             |
| 11.     | 3 lutego    | 2003 | Sankt Moritz  | Supergigant | 1:27,48    | +1,10       | Michaela Dorfmeister  |
| 6.      | 10 lutego   | 2003 | Sankt Moritz  | Kombinacja  | 2:41,63    | +3,39       | Janica Kostelić       |
| 10.     | 13 lutego   | 2003 | Sankt Moritz  | Gigant      | 2:30,97    | +2,68       | Anja Pärson           |
| DNF2    | 15 lutego   | 2003 | Sankt Moritz  | Slalom      | 1:39,55    | -           | Janica Kostelić       |
| DNF     | 30 stycznia | 2005 | Bormio        | Supergigant | 1:17,64    | -           | Anja Pärson           |
| 7.      | 4 lutego    | 2005 | Bormio        | Kombinacja  | 2:53,70    | +3,78       | Janica Kostelić       |
| 4.      | 8 lutego    | 2005 | Bormio        | Gigant      | 2:13,63    | +0,68       | Anja Pärson           |
| DNF1    | 11 lutego   | 2005 | Bormio        | Slalom      | 1:47,98    | -           | Janica Kostelić       |
| 1.      | 13 lutego   | 2005 | Bormio        | Drużynowo   | 26 pkt     | -           | -                     |

### Mistrzostwa świata juniorów
| Miejsce | Dzień       | Rok  | Miejscowość | Konkurencja | Czas biegu | Strata | Zwyciężczyni          |
| ------- | ----------- | ---- | ----------- | ----------- | ---------- | ------ | --------------------- |
| 6.      | 21 marca    | 1990 | Zinal       | Zjazd       | 1:25,48    | +0,94  | Swietłana Gładyszewa  |
| 7.      | 22 marca    | 1990 | Zinal       | Supergigant | 1:10,12    | +1,11  | Katja Seizinger       |
| 9.      | 24 marca    | 1990 | Zinal       | Slalom      | 1:06,79    | +2,83  | Katrin Neuenschwander |
| 8.      | 8 kwietnia  | 1991 | Geilo       | Supergigant | 1:15,16    | +1,18  | Julie Lunde Hansen    |
| 34.     | 11 kwietnia | 1991 | Geilo       | Zjazd       | 1:08,87    | +2,00  | Céline Dätwyler       |
| 2.      | 12 kwietnia | 1991 | Geilo       | Gigant      | 2:09,95    | +0,51  | Sabina Panzanini      |
| 7.      | 14 kwietnia | 1991 | Geilo       | Slalom      | 1:20,21    | +2,10  | Urška Hrovat          |
| 3.      | 14 kwietnia | 1991 | Geilo       | Kombinacja  | ?          | ?      | Cornelia Meusburger   |
| 20.     | 25 lutego   | 1992 | Maribor     | Zjazd       | 1:21,68    | +1,74  | Céline Dätwyler       |
| 9.      | 26 lutego   | 1992 | Maribor     | Supergigant | 1:20,66    | +1,82  | Regina Häusl          |
| 4.      | 27 lutego   | 1992 | Maribor     | Gigant      | 1:56,37    | +0,42  | Regina Häusl          |
| 7.      | 29 lutego   | 1992 | Maribor     | Slalom      | 1:17,03    | +1,49  | Urška Hrovat          |
| 4.      | 29 lutego   | 1992 | Maribor     | Kombinacja  | ?          | ?      | Erika Hansson         |

### Puchar Świata

#### Miejsca w klasyfikacji generalnej
- sezon 1991/1992: 65.
- sezon 1992/1993: 7.
- sezon 1993/1994: 5.
- sezon 1994/1995: 4.
- sezon 1995/1996: 2.
- sezon 1996/1997: 9.
- sezon 1997/1998: 2.
- sezon 1998/1999: 4.
- sezon 1999/2000: 9.
- sezon 2000/2001: 7.
- sezon 2001/2002: 31.
- sezon 2002/2003: 5.
- sezon 2003/2004: 7.
- sezon 2004/2005: 11.
- sezon 2005/2006: 16.

#### Zwycięstwa w zawodach
1. Vail – 19 marca 1994 (gigant)
2. Garmisch-Partenkirchen – 15 stycznia 1995 (slalom)
3. Maribor – 25 lutego 1995 (gigant)
4. Vail – 16 listopada 1995 (supergigant)
5. Val d’Isère – 8 grudnia 1995 (gigant)
6. Veysonnaz – 21 grudnia 1995 (gigant)
7. Maribor – 5 stycznia 1996 (gigant)
8. Bormio – 10 stycznia 1998 (gigant)
9. Altenmarkt im Pongau – 18 stycznia 1998 (supergigant)
10. Cortina d’Ampezzo – 25 stycznia 1998 (gigant)
11. Åre – 28 stycznia 1998 (gigant)
12. Saalbach-Hinterglemm – 1 marca 1998 (slalom)
13. Sölden – 28 października 2000 (gigant)
14. Sölden – 25 października 2003 (gigant)

14 zwycięstw (10 gigantów, 2 supergiganty i 2 slalomy)

#### Pozostałe miejsca na podium
1. Hafjell – 15 marca 1993 (gigant) – 2. miejsce
2. Veysonnaz – 11 grudnia 1993 (gigant) – 2. miejsce
3. Mammoth Mountain – 10 marca 1994 (slalom) – 3. miejsce
4. Vail – 20 marca 1994 (slalom) – 3. miejsce
5. Lake Louise – 11 grudnia 1994 (supergigant) – 3. miejsce
6. Saalbach-Hinterglemm – 5 marca 1995 (supergigant) – 3. miejsce
7. Lenzerheide – 12 marca 1995 (slalom) – 3. miejsce
8. Lenzerheide – 12 marca 1995 (kombinacja) – 3. miejsce
9. Maribor – 6 stycznia 1996 (gigant) – 3. miejsce
10. Garmisch-Partenkirchen – 13 stycznia 1996 (supergigant) – 2. miejsce
11. Hafjell – 9 marca 1996 (gigant) – 2. miejsce
12. Vail – 13 marca 1997 (supergigant) – 3. miejsce
13. Tignes – 25 października 1997 (gigant) – 2. miejsce
14. Mammoth Mountain – 28 listopada 1997 (slalom równoległy) – 2. miejsce
15. Val d’Isère – 20 grudnia 1997 (kombinacja) – 3. miejsce
16. Bormio – 6 stycznia 1998 (gigant) – 2. miejsce
17. Åre – 31 stycznia 1998 (kombinacja) – 2. miejsce
18. Crans-Montana – 14 marca 1998 (slalom) – 2. miejsce
19. Crans-Montana – 15 marca 1998 (gigant) – 2. miejsce
20. Park City – 19 listopada 1998 (gigant) – 3. miejsce
21. Mammoth Mountain – 4 grudnia 1998 (supergigant) – 3. miejsce
22. Val d’Isère – 10 grudnia 1998 (supergigant) – 2. miejsce
23. Veysonnaz – 20 grudnia 1998 (kombinacja) – 2. miejsce
24. Maribor – 2 stycznia 1999 (supergigant) – 2. miejsce
25. Cortina d’Ampezzo – 22 stycznia 1999 (supergigant) – 2. miejsce
26. Cortina d’Ampezzo – 24 stycznia 1999 (gigant) – 2. miejsce
27. Berchtesgaden – 8 stycznia 2000 (gigant) – 3. miejsce
28. Altenmarkt – 15 stycznia 2000 (zjazd) – 3. miejsce
29. Bormio – 16 marca 2000 (supergigant) – 2. miejsce
30. Park City – 18 listopada 2000 (slalom) – 2. miejsce
31. Aspen – 25 listopada 2000 (slalom) – 2. miejsce
32. Lake Louise – 2 grudnia 2000 (supergigant) – 3. miejsce
33. Åre – 10 marca 2001 (slalom) – 2. miejsce
34. Lake Louise – 8 grudnia 2002 (supergigant) – 2. miejsce
35. Lenzerheide – 22 grudnia 2002 (kombinacja) – 2. miejsce
36. Maribor – 25 stycznia 2003 (gigant) – 3. miejsce
37. Lillehammer – 13 marca 2003 (supergigant) – 2. miejsce
38. Megève – 5 stycznia 2004 (slalom) – 3. miejsce
39. Cortina d’Ampezzo – 16 stycznia 2004 (supergigant) – 2. miejsce
40. Levi – 29 lutego 2004 (slalom) – 3. miejsce
41. Cortina d’Ampezzo – 12 stycznia 2005 (supergigant) – 3. miejsce
42. Maribor – 22 stycznia 2005 (gigant) – 3. miejsce
43. Åre – 16 marca 2006 (supergigant) – 3. miejsce